# Premier Oscar
Pour plus de détails, voir Fiche technique et Distribution.
Premier Oscar est un film russe réalisé par Sergueï Mokritski, sorti en 2022.
Le film a pour sujet la réalisation du film La Défaite des armées allemandes devant Moscou qui remporta l'Oscar du meilleur film documentaire en 1943.

## Fiche technique
Sauf indication contraire, les informations mentionnées dans cette section peuvent être confirmées par la base de données cinématographiques IMDb,  présente dans la section « Liens externes ».
- Titre original : Первый Оскар
- Titre français : Premier Oscar[1]
- Réalisation : Sergueï Mokritski
- Scénario : Maksim Boudarine et Youri Nenev
- Photographie : Andreï Naydenov
- Pays d'origine : Russie
- Format : Couleurs
- Genre : drame, guerre, historique
- Dates de sortie :
  - Russie :  21 avril 2022

## Distribution
- Tikhon Jiznevski : Ivan Maisky
- Anton Momot : Lev Alperine
- Daria Jovner : Youna
- Andreï Merzlikine : Ilya Kopaline
- Nikita Tarasov : Leonid Varlamov